# Beňatina
Beňatina (em alemão: Benethnie; húngaro: Vadászfalva) é um município da Eslováquia, situado no distrito de Sobrance, na região de Košice. Tem 18,64 km² de área e sua população em 2018 foi estimada em 183 habitantes.

## Demografia
| Ano:        | 1994 | 2004    | 2014    | 2024    |
| ----------- | ---- | ------- | ------- | ------- |
| Broj ljudi: | 300  | 257     | 197     | 168     |
| Razlika:    |      | -14,33% | -23,34% | -14,72% |

| Ano:               | 2023 | 2024   |
| ------------------ | ---- | ------ |
| Número de pessoas: | 170  | 168    |
| Diferença:         |      | -1,17% |